# Centro de Cultura Social de São Paulo
O Centro de Cultura Social de São Paulo (CCS-SP) é uma instituição fundada 1933 por militantes libertários e anarquistas que funciona até hoje, apesar dos intervalos em que foi fechado pela repressão estatal, funcionando clandestinamente. A trajetória do CSS é expressiva da história do anarquismo no Brasil, e seu funcionamento a partir da redemocratização é relevante para o retomada contemporânea do anarquismo.

## História

### Até 1937
O Centro de Cultura Social foi fundado em São Paulo em 1933, por militantes do sindicalismo revolucionário e do anarquismo. Sua sede inicial foi em um sobrado na rua Quintino Bocaiúva, n. 80, no bairro do Brás. Dividiu o espaço com o períodico A Plebe, que divulgava continuamente as atividades do Centro. Durante a década de 1930, nesse mesmo espaço, funcionou também a sede da Federação Operária de São Paulo (FOSP), organização sindicalista revolucionária filiada à Confederação Operária Brasileira. Esses três núcleos estabeleciam a dinâmica do espaço até 1937, sempre em mútua colaboração. A FOSP organizava frequentemente reuniões sindicais, enquanto que o CSS organizava palestras, cursos, festivais e uma diversidade de atividades educativas e culturais, já a Plebe divulgava esses eventos e organizava suas próprias atividades de arrecação financeira. A dinâmmica do espaço e de cada um de seus núcleos seguia o mesmo princípios libertário da autogestão, formando comissões a partir de suas Assembléias rotineiras, que também faziam decisões e intervenções nos trabalhos das comissões.
O que o CCS organizou com mais frequência nesse período foram as palestras e conferências, eventos gratuitos que visavam a propaganda libertária como também a educação em geral. Analisando a divulgação feita pelo Plebe se vê os temas preferidos dessas atividades, como - "O perigo espiritualista" , as "Escolas proletárias", "Sindicalismo", "Insurreição espanhola" , "Abaixo o fascismo" , "Religião e fascismo", "Pela emancipação da mulher", "Os problemas sociais" e a "Nova sociedade" - mas não apenas esses. As palestras tinham como temas também acontecimentos específicos da história libertária, como a Comuna de Paris, os Mártires de Chicago, entre outros. Existiam eventos sobre "assuntos da atualidade e científicos", em que se lia e estudava textos da teória anarquista, como Malatesta, como também do Marxismo e das ciências sociais em geral.
Os festivais visavam na maioria das vezes arrecadar fundos para o períodico, que não fazia publicidade comercial, e vendia à preços baixos os exemplares, para que tivessem a máxima circulação. Eram frequentes as apresentações do Grupo Teatral do Centro de Cultura, formado por militantes, como também orquestras, canto, espetáculos de mágica e leitura de poesias. Eram organizadas também manifestações públicas, como em memória do Tratado de Latrão, que os anarquistas denunciavam veementemente. Esse protesto aconteceu em 11 de fevereiro de 1933, e teve oradores como Florentino de Carvalho, associado ao Centro.
Sindicatos filiados à FOSP se reunião no local - União dos Operários em Fábricas de Tecidos de São Paulo, Liga Operária da Construção Civil, União dos Artífices em Calçados e Classes Anexas, Sindicato dos Manipuladores de Pão e Anexos, União dos Operários Metalúrgicos - entre outros. Nesse período o movimento sindical libertário sofria muitas dificuldades na sua inserção social, dado a disputa com o sindicalismo conservador e social-democrata da época, e a intensificação da repressão policial. Em 1935 a FOSP mudou de sede, dado o clima de perseguição, e mesmo assim sofreu uma invasão policial em sua nova sede.
Nesse contexto estabelece-se o Estado Novo, um período de forte repressão do movimento dos trabalhadores, e que foi marcado pelo fechamento das atividades públicas do CCS.

### 1947-1968
O Centro de Cultura Social e o periodico A Plebe retornaram em 1937, em uma nova sede na rua José Bonifácio, n. 386. A FOSP havia se desarticulado, e isso afetou significativamente a inserção social do Centro. As atividades se tornaram menos diversas, e mais reclusas ao Centro, focando em evento de conferências e educacionais em geral, mas mantendo também apresentações teatrais.
Com base nas divulgações do Plebe, quem mais fez palestras nesse período foi o filósofo Mário Ferreira dos Santos, sobre os mais variados assuntos do anarquismo e da atualidade. Como disse Jaime Cubero, secretário do Centro a partir da reabertura:
Mário Santos era uma figura extraordinária. Ele fazia as palestras lá no Centro... Naquela época tinha os conferencistas que eram programados, mas nunca se ligava muito, porque existia o Mário Santos. Quando ele estava lá, não se ligava muito se o conferencista ia ou não ia, ou se tinha convidado programado ou não. A sala sempre cheia... não sobrava lugar sentado no Centro, de tanta gente.

Outros palestrantes frequentes eram Pedro Dantas, Luca Gabriel, Maria Lacerda de Moura, José Oiticica, Liberto Reis, Dra. Anita Carrijo, Osvaldo Salgueiro, Freitas Nobre e Edgard Leuenroth - pessoas que tinham desde formações universitárias até trabalhadores autodidatas.
O objetivo das reuniões, em geral, era aproximar as famílias de "camaradas" entre si e estabelecer o seu contato com estudiosos e profissionais que se dispunham a palestrar ou ensinar assuntos relacionados aos interesses culturais do Centro. Com isso, pretendia-se oferecer aos freqüentadores acesso a conhecimentos e à possibilidade de desenvolvimento cultural, visando a uma educação resistente à "doutrinação" ou "alienação" capitalista, e também a uma dedicação à prática e à defesa dos princípios anarquistas.

Nesse periodo o CCS organizou sistematicamente curso, que visavam fornecer acessos ao saber para os operários frequentadores do Centro, criando um espaço de pedagogias libertárias paralelo à educação institucional e sua estrutura de privilégios. Para isso o CSS colaborou com outras organizações de educação popular, como a Universidade Popular Presidente Roosevelt e o Centro de Estudos Franco da Rocha. Tiveram enfase o curso de Esperanto e Higiene Mental, esse primeiro estava alinhado com a recepção geral que o anarquismo fez da lingua, promovendo sua massificação como via de fortalecer a ética e política do internacionalismo fundamental à filosofia libertária. O Centro nesse período também abordou o cooperativismo, a ascensão do fascismo, a prevênção de doenças como a sífilis, e frequentemente o planejamento familiar valorizado pelo movimento libertário do período.
Toda a prática de cursos e conferências constituiu uma alternativa importante ao ensino institucionalizado e à cultura e informações divulgadas por órgãos oficiais ou por outras correntes ideológicas. As atividades de encontro, lazer e debate de seus sócios e simpatizantes, construíram e formaram uma outra geração de libertários, outros militantes como Jaime Cubero, o qual continuou atuante no Centro até pouco antes de sua morte.
Após a década de 1950, o anarquismo sofreu um enfraquecimento geral, e se esforçou para se sustentar em espaços localizados, como o CCS. Ainda assim os anarquistas reiventaram suas linguagens em meio aos acontecimentos da época, com a ascensão de novas dimensões de conflito social, e buscaram formar uma nova geração de militantes, como no movimento estudantil. Formou-se o Movimento Estudantil Libertário, que buscou levar ao crescente espaço estudantil secundarista e universitário uma politização libertária. A iniciativa foi breve, pois com o fortalecimento da repressão os militantes passaram à sofrer a pressão militar, e sua sede chegou à ser invadida por militares da aeronautica, que prenderam mais de dez militantes, que sofreram com torturas. O CCS fecha suas portas nesses período, em 21 de abril de 1969, e passa à sobreviver por redes de pequenos grupos, que mantém a memória libertária privadamente.

## 1985 ao presente
O CCS retomou mais uma vez suas atividades em 14 de abril de 1985, durante o processo de redemocratização do país. Seu retorno foi objeto de reportagem na mídia. Passou à organizar atividades em sua sede novamente, e também em outros espaços, como em universidades e centros culturais municipais. Membros do CCS organizaram cursos livres e palestras sobre anarquismo na PUC-SP, na Escola de Sociologia e Política de São Paulo, no Departamento de Geográfia da USP, como também no Instituto de Filosofia da Universidade Federal do Rio de Janeiro.